# Helen Ogston
Helen Charlotte Ogston (10. června 1883 Aberdeen – 4. července 1973 Malvern), později nazývaná Mrs Townroe a Mrs Bullimore byla britská sufražetka.

## Životopis
Narodila se ve skotském Aberdeenu. Pocházela ze slavné akademické rodiny. Sama ukončila na universitě v Aberdeenu studium přírodních věd. Roku 1908 vstoupila do WSPU. Byla jednou z řečnic na veliké demonstraci, kterou v Hyde Parku téhož roku pořádala WSPU. Dne 5. prosince 1908 vstoupila ve známost tím, že se bránila bičem na psy, před útokem pořadatele liberální strany, který se jí snažil vyhodit ze shromáždění, které tato strana pořádala v londýnské Albert Hall. George Lloyd následně zakázal ženám účast na svých shromáždění. Roku 1909 se Helen Ogston ještě aktivně účastnila kampaně WSPU. O rok později zřejmě organizaci opustila, protože se stala organizátorkou konstitučního křídla kampaně.